# Спати хочеться
«Спати хочеться» (рос. Спать хочется) — оповідання А. П. Чехова написане у 1888 році. Вперше надруковано у «Петербурзькій газеті» № 24 від 25 січня 1888 року. У 1890 році оповідання увійшло до збірки «Похмурі люди».

## Історія створення
Оповідання було створене А. П. Чеховим під час його роботи над повістю «Степ», про що він розповідав в своєму листі від 19 січня 1888 року О. М. Плещеєву.
За словами А. П. Чехова «на оповідання знадобилось не більше ніж пів дня».

## Сюжет
Нянька Варька, дівчинка тринадцяти років, колихає колиску з дитиною. Дитина плаче, а дівчинка хоче спати. За піччю кричить цвіркун, у сусідній кімнаті спить хазяїн… І Варьці хочеться спати. Світить лампада і Варька бачить якихось людей, що йдуть із мішками за плечима. Раптом вони падають на землю. Спати!
Дівчинка бачить свого покійного батька, якому дуже боляче, та матір, яка покликала лікаря. Але той, оглянувши батька, пояснив, що треба їхати до лікарні. Та в лікарні батько помирає. Варька плаче у лісі і відчуває, як хтось сильно б'є її по потилиці. Вона бачить хазяїна, який лається на неї. А Варьці хочеться спати.
Настає день, але він приносить дівчинці нові клопоти: хазяїн наказує топити піч, ставити самовар, мити сходи, чистити картоплю. Варька працює, та ніж випадає у неї з рук, голова клониться до столу…
Так минає день, настає ніч. Хазяї лягають спати, а дівчинці наказують знов колихати дитину. Дитина кричить. Варька хоче трохи перепочити та нарешті знаходить ворога, що заважає їй. І цей ворог — дитина. Вбити її, а потім — спати. І Варька душить дитину у колисці, а потім, розсміявшись, лягає на підлогу та засинає.

## Критика
Оповідання було неоднозначно сприйняте у літературних колах.  
Один з відомих літераторів, М. М. Єжов, вважав оповідання «неправдоподібним», а редактор видавництва «Посередник», І. І. Горбунов-Посадов, називав його сюжет «штучним».
Навпаки, дуже високо, «Спати хочеться» було оцінено Л. М. Толстим, та вважалося ним кращим з оповідань «першого ґатунку».

## Екранізації
За мотивами оповідання у 2018 році американською режисеркою Елізабет Рахілкіною був знятий короткометражний фільм «Sleepy».